# 1898-as argentin labdarúgó-bajnokság (első osztály)
Az 1898-as Primera División volt a 7. alkalommal megrendezett, legmagasabb szintű labdarúgó-bajnokság Argentínában.
A címvédő a Lomas volt. A bajnokságot újra a Lomas csapata nyerte meg, a bajnokság történetében ötödjére.

## Tabella
| Hely. | Csapat       | M  | Gy | D | V  | G+ | G– | Gk  | P  | Továbbjutás vagy kiesés |
| ----- | ------------ | -- | -- | - | -- | -- | -- | --- | -- | ----------------------- |
| 1.    | Lomas (B)    | 12 | 8  | 4 | 0  | 20 | 4  | +16 | 20 | Rájátszás               |
| 2.    | Lobos        | 12 | 9  | 2 | 1  | 21 | 6  | +15 | 20 | Rájátszás               |
| 3.    | Belgrano     | 12 | 8  | 1 | 3  | 24 | 10 | +14 | 17 |                         |
| 4.    | Lanús        | 12 | 6  | 1 | 5  | 29 | 12 | +17 | 13 |                         |
| 5.    | United Banks | 12 | 4  | 2 | 6  | 16 | 20 | −4  | 10 |                         |
| 6.    | Palermo      | 12 | 2  | 0 | 10 | 10 | 47 | −37 | 4  |                         |
| 7.    | Banfield     | 12 | 0  | 0 | 12 | 3  | 24 | −21 | 0  |                         |

### Rájátszás
| 1898. augusztus 28. |

| Lomas | 1–0 | Lobos |
| ----- | --- | ----- |
|       |     |       |

| Barker Memorial School, Lomas de Zamora |

| 1898. szeptember 11. |

| Lomas | 2–1 | Lobos |
| ----- | --- | ----- |
|       |     |       |

| Barker Memorial School, Lomas de Zamora Játékvezető: W. McEwen |

A Lomas csapata nyerte el a bajnoki címet 3–1-es összesítéssel.